# العلاقات الساموية السورية
العلاقات الساموية السورية هي العلاقات الثنائية التي تجمع بين ساموا وسوريا.

## مقارنة بين البلدين
هذه مقارنة عامة ومرجعية للدولتين:
| وجه المقارنة                                              | ساموا                        | سوريا                    |
| --------------------------------------------------------- | ---------------------------- | ------------------------ |
| المساحة (كم2)                                             | 2.84 ألف                     | 185.18 ألف               |
| عدد السكان (نسمة)                                         | 196.44 ألف                   | 18.27 مليون              |
| الكثافة السكانية (ن./كم²)                                 | 69.17                        | 98.66                    |
| العاصمة                                                   | أبيا                         | دمشق                     |
| اللغة الرسمية                                             | لغة إنجليزية، اللغة الساموية | اللغة العربية            |
| العملة                                                    | تالا ساموي                   | ليرة سورية               |
| الناتج المحلي الإجمالي (بليون دولار)                      | 856.63 مليون                 | 60.20 مليار              |
| الناتج المحلي الإجمالي (تعادل القوة الشرائية) بليون دولار | 1.15 مليار                   |                          |
| الناتج المحلي الإجمالي الاسمي للفرد دولار أمريكي          | 3.94 ألف                     |                          |
| الناتج المحلي الإجمالي للفرد دولار أمريكي                 | 5.79 ألف                     |                          |
| مؤشر التنمية البشرية                                      | 0.702                        | 0.594                    |
| رمز المكالمات الدولي                                      | +685                         | +963                     |
| رمز الإنترنت                                              | .ws                          | .sy                      |
| المنطقة الزمنية                                           | ت ع م+13:00                  | ت ع م+02:00، ت ع م+03:00 |

## منظمات دولية مشتركة
يشترك البلدان في عضوية مجموعة من المنظمات الدولية، منها:
| علم المنظمة | اسم المنظمة                               | تاريخ انضمام ساموا | تاريخ انضمام سوريا |
| ----------- | ----------------------------------------- | ------------------ | ------------------ |
|             | مؤسسة التنمية الدولية                     | 28 يونيو 1974      | 28 يونيو 1962      |
|             | يونسكو                                    | 3 أبريل 1981       | 16 نوفمبر 1946     |
|             | وكالة ضمان الاستثمار متعدد الأطراف        | 27 سبتمبر 2002     | 14 مايو 2002       |
|             | الأمم المتحدة                             | 15 ديسمبر 1976     | 24 أكتوبر 1945     |
|             | الاتحاد البريدي العالمي                   | ?                  | ?                  |
|             | البنك الدولي للإنشاء والتعمير             | 28 يونيو 1974      | 10 أبريل 1947      |
|             | الاتحاد الدولي للاتصالات                  | 7 أكتوبر 1988      | 12 يناير 1924      |
|             | منظمة حظر الأسلحة الكيميائية              | ?                  | ?                  |
|             | مؤسسة التمويل الدولية                     | 28 يونيو 1974      | 28 يونيو 1962      |
|             | المركز الدولي لتسوية المنازعات الاستشارية | 25 مايو 1978       | 24 فبراير 2006     |
|             | منظمة الشرطة الجنائية الدولية             | ?                  | ?                  |